# Szlovénia a 2006. évi téli olimpiai játékokon
Szlovénia az olaszországi Torinóban megrendezett 2006. évi téli olimpiai játékok egyik részt vevő nemzete volt. Az országot az olimpián 9 sportágban 36 sportoló képviselte, akik nem szereztek érmet.

## Alpesisí
Férfi
| Versenyző       | Versenyszám            | 1. futam      | 1. futam      | 2. futam | 2. futam | Összesítés | Összesítés |
| Versenyző       | Versenyszám            | Idő           | Hely.         | Idő      | Hely.    | Idő        | Helyezés   |
| --------------- | ---------------------- | ------------- | ------------- | -------- | -------- | ---------- | ---------- |
| Aleš Gorza      | Szuperóriás-műlesiklás |               |               |          |          | 1:33,77    | 33.        |
| Aleš Gorza      | Óriás-műlesiklás       | nem ért célba | nem ért célba | kiesett  | kiesett  | kiesett    | kiesett    |
| Aleš Gorza      | Műlesiklás             | nem ért célba | nem ért célba | kiesett  | kiesett  | kiesett    | kiesett    |
| Drago Grubelnik | Műlesiklás             | 54,87         | 19.           | 50,82    | 11.      | 1:45,69    | 13.        |
| Andrej Jerman   | Lesiklás               |               |               |          |          | 1:51,70    | 28.        |
| Andrej Jerman   | Szuperóriás-műlesiklás |               |               |          |          | 1:33,20    | 28.        |
| Andrej Šporn    | Lesiklás               |               |               |          |          | 1:52,17    | 31.        |
| Andrej Šporn    | Szuperóriás-műlesiklás |               |               |          |          | 1:31,84    | 15.        |
| Bernard Vajdič  | Óriás-műlesiklás       | nem ért célba | nem ért célba | kiesett  | kiesett  | kiesett    | kiesett    |
| Bernard Vajdič  | Műlesiklás             | 55,16         | 22.*          | 51,27    | 19.      | 1:46,43    | 19.        |
| Mitja Valenčič  | Óriás-műlesiklás       | 1:18,10       | 14.           | 1:19,29  | 11.      | 2:37,39    | 12.        |
| Mitja Valenčič  | Műlesiklás             | nem ért célba | nem ért célba | kiesett  | kiesett  | kiesett    | kiesett    |

| Versenyző     | Versenyszám | Lesiklás | Lesiklás | Műlesiklás | Műlesiklás | Műlesiklás | Műlesiklás | Műlesiklás | Műlesiklás | Összesítés | Összesítés |
| Versenyző     | Versenyszám | Lesiklás | Lesiklás | 1. futam   | 1. futam   | 2. futam   | 2. futam   | Össz.      | Össz.      | Összesítés | Összesítés |
| Versenyző     | Versenyszám | Idő      | Hely.    | Idő        | Hely.      | Idő        | Hely.      | Idő        | Hely.      | Idő        | Helyezés   |
| ------------- | ----------- | -------- | -------- | ---------- | ---------- | ---------- | ---------- | ---------- | ---------- | ---------- | ---------- |
| Aleš Gorza    | Összetett   | 1:41,31  | 29.      | 46,44      | 18.        | 45,16      | 13.*       | 1:31,60    | 14.        | 3:12,91    | 15.        |
| Andrej Jerman | Összetett   | 1:40,62  | 20.      | 46,91      | 23.        | 46,27      | 22.        | 1:32,18    | 22.        | 3:13,80    | 19.        |
| Andrej Šporn  | Összetett   | 1:39,67  | 7.       | 46,20      | 16.        | 57,66      | 34.        | 1:43,86    | 33.        | 3:23,53    | 30.        |

Női
| Versenyző    | Versenyszám            | 1. futam | 1. futam | 2. futam | 2. futam | Összesítés    | Összesítés    |
| Versenyző    | Versenyszám            | Idő      | Hely.    | Idő      | Hely.    | Idő           | Helyezés      |
| ------------ | ---------------------- | -------- | -------- | -------- | -------- | ------------- | ------------- |
| Ana Drev     | Szuperóriás-műlesiklás |          |          |          |          | 1:37,92       | 45.           |
| Ana Drev     | Óriás-műlesiklás       | 1:02,45  | 18.      | 1:09,22  | 5.       | 2:11,67       | 9.            |
| Ana Kobal    | Műlesiklás             | 44,36    | 22.      | 48,53    | 27.      | 1:32,89       | 25.           |
| Tina Maze    | Szuperóriás-műlesiklás |          |          |          |          | 1:36,64       | 39.           |
| Tina Maze    | Óriás-műlesiklás       | 1:01,97  | 10.      | 1:09,86  | 13.      | 2:11,83       | 12.           |
| Urška Rabič  | Lesiklás               |          |          |          |          | nem ért célba | nem ért célba |
| Urška Rabič  | Szuperóriás-műlesiklás |          |          |          |          | 1:34,12       | 18.           |
| Petra Robnik | Lesiklás               |          |          |          |          | 1:59,66       | 25.           |
| Petra Robnik | Szuperóriás-műlesiklás |          |          |          |          | 1:35,10       | 29.           |

| Versenyző    | Versenyszám | Műlesiklás | Műlesiklás | Műlesiklás    | Műlesiklás    | Műlesiklás | Műlesiklás | Lesiklás | Lesiklás | Összesítés | Összesítés |
| Versenyző    | Versenyszám | 1. futam   | 1. futam   | 2. futam      | 2. futam      | Össz.      | Össz.      | Lesiklás | Lesiklás | Összesítés | Összesítés |
| Versenyző    | Versenyszám | Idő        | Hely.      | Idő           | Hely.         | Idő        | Hely.      | Idő      | Hely.    | Idő        | Helyezés   |
| ------------ | ----------- | ---------- | ---------- | ------------- | ------------- | ---------- | ---------- | -------- | -------- | ---------- | ---------- |
| Urška Rabič  | Összetett   | 40,61      | 22.        | nem ért célba | nem ért célba | kiesett    | kiesett    | kiesett  | kiesett  | kiesett    | kiesett    |
| Petra Robnik | Összetett   | 40,54      | 21.        | 44,84         | 17.           | 1:25,38    | 18.        | 1:32,02  | 19.      | 2:57,40    | 21.        |

* - egy másik versenyzővel azonos időt ért el

## Biatlon
Férfi
| Versenyző                                             | Versenyszám           | Lövőhiba    | Időeredmény | Helyezés |
| ----------------------------------------------------- | --------------------- | ----------- | ----------- | -------- |
| Klemen Bauer                                          | 10 km sprint          | 2 (0+2)     | 30:09,3     | 69.      |
| Klemen Bauer                                          | 20 km egyéni          | 5 (0+1+3+1) | 1:02:25,5   | 60.      |
| Janez Marič                                           | 10 km sprint          | 3 (2+1)     | 28:28,6     | 36.      |
| Janez Marič                                           | 12,5 km üldözőverseny | 4 (0+1+1+2) | 39:42,4     | 37.      |
| Janez Marič                                           | 20 km egyéni          | 5 (2+2+1+0) | 59:53,0     | 40.      |
| Janez Ožbolt                                          | 10 km sprint          | 2 (1+1)     | 30:08,8     | 68.      |
| Janez Ožbolt                                          | 20 km egyéni          | 5 (2+2+0+1) | 1:03:18,5   | 69.      |
| Matjaž Poklukar                                       | 10 km sprint          | 3 (1+2)     | 30:00,6     | 63.      |
| Matjaž Poklukar                                       | 20 km egyéni          | 3 (0+1+1+1) | 1:00:07,6   | 47.      |
| Janez Marič Janez Ožbolt Klemen Bauer Matjaž Poklukar | 4 × 7,5 km váltó      | 1+10        | 1:25:01,4   | 10.      |

Női
| Versenyző                                                            | Versenyszám         | Lövőhiba    | Időeredmény | Helyezés   |
| -------------------------------------------------------------------- | ------------------- | ----------- | ----------- | ---------- |
| Tadeja Brankovič                                                     | 7,5 km sprint       | 2 (1+1)     | 24:14,1     | 31.        |
| Tadeja Brankovič                                                     | 10 km üldözőverseny | 5 (1+1+1+2) | 42:42,1     | 31.        |
| Tadeja Brankovič                                                     | 15 km egyéni        | 6 (0+2+1+3) | 55:38,9     | 39.        |
| Teja Gregorin                                                        | 7,5 km sprint       | 0 (0+0)     | 23:31,2     | 14.*       |
| Teja Gregorin                                                        | 10 km üldözőverseny | 2 (0+0+1+1) | 40:20,1     | 16.        |
| Teja Gregorin                                                        | 12,5 km tömegrajtos | 4 (1+2+0+1) | 43:51,4     | 19.        |
| Teja Gregorin                                                        | 15 km egyéni        | 3 (0+2+0+1) | 53:03,7     | 18.        |
| Dijana Grudiček-Ravnikar                                             | 7,5 km sprint       | 3 (1+2)     | 25:28,6     | 55.        |
| Dijana Grudiček-Ravnikar                                             | 10 km üldözőverseny | 8 (2+0+4+2) | lekörözték  | lekörözték |
| Dijana Grudiček-Ravnikar                                             | 15 km egyéni        | 4 (0+1+1+2) | 55:01,3     | 30.        |
| Andreja Mali                                                         | 7,5 km sprint       | 3 (1+2)     | 26:02,5     | 59.        |
| Andreja Mali                                                         | 10 km üldözőverseny | 3 (1+1+1+0) | lekörözték  | lekörözték |
| Andreja Mali                                                         | 15 km egyéni        | 1 (1+0+0+0) | 53:46,0     | 21.        |
| Teja Gregorin Andreja Mali Dijana Grudiček-Ravnikar Tadeja Brankovič | 4 × 6 km váltó      | 1+11        | 1:19:55,7   | 6.         |

* - egy másik versenyzővel azonos időt ért el

## Északi összetett
| Versenyző   | Versenyszám        | Síugrás | Síugrás | Síugrás    | Sífutás | Sífutás | Összesítés | Összesítés |
| Versenyző   | Versenyszám        | Pont    | Hely.   | Időhátrány | Idő     | Hely.   | Idő        | Helyezés   |
| ----------- | ------------------ | ------- | ------- | ---------- | ------- | ------- | ---------- | ---------- |
| Damjan Vtič | Normálsánc + 15 km | 217,0   | 23.*    | +3:02      | 42:34,9 | 43.     | 45:36,9    | 40.        |
| Damjan Vtič | Nagysánc + 7,5 km  | 107,8   | 17.     | +1:12      | 19:23,9 | 42.     | 20:35,9    | 34.        |

## Műkorcsolya
| Versenyző    | Versenyszám  | Rövid program | Rövid program | Kűr     | Kűr     | Összesítés | Összesítés |
| Versenyző    | Versenyszám  | Pont          | Hely.         | Pont    | Hely.   | Pont       | Helyezés   |
| ------------ | ------------ | ------------- | ------------- | ------- | ------- | ---------- | ---------- |
| Gregor Urbas | Férfi egyéni | 46,48         | 29.           | kiesett | kiesett | kiesett    | kiesett    |

## Síakrobatika
Mogul
| Versenyző     | Versenyszám | Selejtező | Selejtező | Döntő   | Döntő    |
| Versenyző     | Versenyszám | Pont      | Helyezés  | Pont    | Helyezés |
| ------------- | ----------- | --------- | --------- | ------- | -------- |
| Nina Bednarik | Női         | 19,54     | 24.       | kiesett | kiesett  |

## Sífutás
Férfi
| Versenyző              | Versenyszám  | Selejtező | Selejtező | Negyeddöntő | Negyeddöntő | Elődöntő | Elődöntő | B döntő | B döntő | Döntő     | Döntő    |
| Versenyző              | Versenyszám  | Idő       | Hely.     | Idő         | Hely.       | Idő      | Hely.    | Idő     | Hely.   | Idő       | Helyezés |
| ---------------------- | ------------ | --------- | --------- | ----------- | ----------- | -------- | -------- | ------- | ------- | --------- | -------- |
| Nejc Brodar            | Sprint       | 2:21,94   | 39.       | kiesett     | kiesett     | kiesett  | kiesett  | kiesett | kiesett | kiesett   | 39.      |
| Nejc Brodar            | 30 km        |           |           |             |             |          |          |         |         | 1:22:23,9 | 45.      |
| Nejc Brodar            | 50 km        |           |           |             |             |          |          |         |         | 2:07:24,5 | 31.      |
| Jože Mehle             | Sprint       | 2:27,02   | 56.       | kiesett     | kiesett     | kiesett  | kiesett  | kiesett | kiesett | kiesett   | 56.      |
| Jože Mehle             | 15 km        |           |           |             |             |          |          |         |         | 42:56,9   | 59.      |
| Jože Mehle             | 30 km        |           |           |             |             |          |          |         |         | 1:24:13,6 | 55.      |
| Jože Mehle             | 50 km        |           |           |             |             |          |          |         |         | 2:13:37,1 | 55.      |
| Nejc Brodar Jože Mehle | Csapatsprint | 18:34,4   | 8.        |             |             |          |          |         |         | kiesett   | 16.      |

Női
| Versenyző                   | Versenyszám  | Selejtező | Selejtező | Negyeddöntő | Negyeddöntő | Elődöntő | Elődöntő | B döntő | B döntő | Döntő         | Döntő         |
| Versenyző                   | Versenyszám  | Idő       | Hely.     | Idő         | Hely.       | Idő      | Hely.    | Idő     | Hely.   | Idő           | Helyezés      |
| --------------------------- | ------------ | --------- | --------- | ----------- | ----------- | -------- | -------- | ------- | ------- | ------------- | ------------- |
| Maja Benedičič              | 10 km        |           |           |             |             |          |          |         |         | 33:41,3       | 65.           |
| Maja Benedičič              | 15 km        |           |           |             |             |          |          |         |         | 46:51,1       | 39.           |
| Maja Benedičič              | 30 km        |           |           |             |             |          |          |         |         | nem ért célba | nem ért célba |
| Vesna Fabjan                | Sprint       | 2:20,34   | 40.       | kiesett     | kiesett     | kiesett  | kiesett  | kiesett | kiesett | kiesett       | 40.           |
| Petra Majdič                | Sprint       | 2:14,62   | 6.        | 2:17,7      | 2.          | 2:18,7   | 4.       | 2:21,5  | 4.      |               | 8.            |
| Petra Majdič                | 10 km        |           |           |             |             |          |          |         |         | 28:22,3       | 6.            |
| Petra Majdič                | 15 km        |           |           |             |             |          |          |         |         | 43:41,7       | 11.           |
| Petra Majdič                | 30 km        |           |           |             |             |          |          |         |         | 1:25:22,5     | 14.           |
| Maja Benedičič Vesna Fabjan | Csapatsprint | 18:59,5   | 7.        |             |             |          |          |         |         | kiesett       | 14.           |

## Síugrás
| Versenyző                                                | Versenyszám | Selejtező | Selejtező | 1. ugrás | 1. ugrás | 2. ugrás | 2. ugrás | Összesítés | Összesítés |
| Versenyző                                                | Versenyszám | Pont      | Hely.     | Pont     | Hely.    | Pont     | Hely.    | Pont       | Helyezés   |
| -------------------------------------------------------- | ----------- | --------- | --------- | -------- | -------- | -------- | -------- | ---------- | ---------- |
| Rok Benkovič                                             | Normálsánc  | 108,0     | 28.*      | 91,5     | 49.      | kiesett  | kiesett  | kiesett    | kiesett    |
| Rok Benkovič                                             | Nagysánc    | 84,5      | 26.       | 99,9     | 22.*     | 90,4     | 29.      | 190,3      | 29.        |
| Jernej Damjan                                            | Normálsánc  | 114,5     | 21.*      | 109,0    | 35.      | kiesett  | kiesett  | kiesett    | kiesett    |
| Jernej Damjan                                            | Nagysánc    | 105,9     | 7.        | 97,2     | 27.*     | 95,0     | 27.      | 192,2      | 28.        |
| Robert Kranjec                                           | Normálsánc  | 102,0     |           | 105,5    | 41.      | kiesett  | kiesett  | kiesett    | kiesett    |
| Robert Kranjec                                           | Nagysánc    | 106,7     |           | 63,1     | 49.      | kiesett  | kiesett  | kiesett    | kiesett    |
| Primož Peterka                                           | Normálsánc  | 117,0     | 16.**     | 118,5    | 23.      | 96,5     | 30.      | 215,0      | 30.        |
| Primož Peterka                                           | Nagysánc    | 93,1      | 14.       | 92,0     | 34.      | kiesett  | kiesett  | kiesett    | kiesett    |
| Rok Benkovič Robert Kranjec Primož Peterka Jernej Damjan | Csapat      |           |           | 390,4    | 10.      | kiesett  | kiesett  | kiesett    | kiesett    |

* - egy másik versenyzővel azonos eredményt ért el

** - két másik versenyzővel azonos eredményt ért el

## Snowboard
Parallel giant slalom
| Versenyző        | Versenyszám | Selejtező | Selejtező | Nyolcaddöntő               | Negyeddöntő                  | Elődöntő                                      | Döntő                                    | Helyezés |
| Versenyző        | Versenyszám | Idő       | Hely.     | Ellenfél Eredmény          | Ellenfél Eredmény            | Ellenfél Eredmény                             | Ellenfél Eredmény                        | Helyezés |
| ---------------- | ----------- | --------- | --------- | -------------------------- | ---------------------------- | --------------------------------------------- | ---------------------------------------- | -------- |
| Rok Flander      | Férfi       | 1:11,18   | 10.       | Nicolas Huet (FRA) · -1,88 | Philipp Schoch (SUI) · +1,96 | 5–8. helyért · Heinz Inniger (SUI) · +0,04    | 7. helyért · Gilles Jaquet (SUI) · -0,53 | 7.       |
| Tomaž Knafelj    | Férfi       | 1:14,87   | 26.       | kiesett                    | kiesett                      | kiesett                                       | kiesett                                  | 26.      |
| Dejan Košir      | Férfi       | 1:11,06   | 8.        | Tyler Jewell (USA) · -0,59 | Simon Schoch (SUI) · +1,86   | 5–8. helyért · Gilles Jaquet (SUI) · kizárták | 5. helyért · Heinz Inniger (SUI) · +1,36 | 6.       |
| Izidor Šušteršič | Férfi       | 1:12,96   | 21.       | kiesett                    | kiesett                      | kiesett                                       | kiesett                                  | 21.      |

## Szánkó
| Versenyző      | Versenyszám | 1. futam | 1. futam | 2. futam | 2. futam | 3. futam | 3. futam | 4. futam | 4. futam | Összesítés | Összesítés |
| Versenyző      | Versenyszám | Idő      | Hely.    | Idő      | Hely.    | Idő      | Hely.    | Idő      | Hely.    | Idő        | Helyezés   |
| -------------- | ----------- | -------- | -------- | -------- | -------- | -------- | -------- | -------- | -------- | ---------- | ---------- |
| Domen Pociecha | Férfi egyes | 53,141   | 26.      | 53,073   | 29.      | 53,039   | 29.      | 53,072   | 30.      | 3:32,325   | 26.        |